# Magistrats Européens pour la Démocratie et les Libertés
Magistrats Européens pour la Démocratie et les Libertés (MEDEL) (Română: Magistrați europeni pentru democrație și libertate) este o asociație europeană a judecătorilor și procurorilor, înființată în 1985 pentru a promova o viziune progresivă a justiției în Europa.
MEDEL are 22 de organizații membre din 13 țări europene.
MEDEL deține statutul de observator la Consiliul Europei și participă la activitățile Consiliului Consultativ al Judecătorilor Europeni (CCJE).

## Legături externe
- MEDEL website